# Estación transmisora de Black Hill

La estación transmisora de Black Hill es una instalación de radiodifusión en FM y televisión situada en Black Hill (referencia de cuadrícula NS828647), en Duntilland Road, Salsburgh, North Lanarkshire, Escocia, cerca de la ciudad de Airdrie. Tiene un mástil atirantado de 306,6 m de altura, con lo que las antenas alcanzan una altura de 540 m sobre el nivel del mar.

## Historia

### Construcción
Fue construido por BICC para la Autoridad de Televisión Independiente (ITA), en 1957, y ahora es propiedad de Arqiva y está operado por ella.
El actual mástil es el segundo que se construye en este lugar. El primero, construido en 1957, llevó el servicio de la Televisión Independiente al centro de Escocia y se abrió al servicio el 31 de agosto de 1957. Sin embargo, complejas anomalías en el comportamiento de la antena hicieron que su rendimiento fuera inferior al previsto, y en 1959 se decidió sustituir el mástil por una estructura más alta y una antena más convencional en el exterior del mástil en lugar de en el interior, como había ocurrido con el primer mástil. El mástil original de 750 pies se desmanteló y se utilizó posteriormente en la estación transmisora de Selkirk, en los Borders, donde todavía se encuentra.

### Transmisión
El transmisor era originalmente un grupo B, pero con la llegada de la tecnología digital dos de los 6 muxes salieron de la banda y requirieron una antena del grupo E (o banda ancha) si se requería la recepción de estos. En DSO en 2011 volvió al grupo B aunque con la eventual adición de los MUXES 7 y 8 se convirtió técnicamente en un grupo K. En la habilitación de 700MHz de Blackhill en septiembre de 2018 volvió más o menos al grupo B, pero, dado que su salida ha estado (desde la DSO) bastante cerca del grupo B en todo momento una antena del grupo B, K o E (o una banda ancha) funcionaría para la mayoría de las zonas (ver gráfico).
Black Hill ocupa el quinto lugar en cuanto a cobertura de población, con una cifra cercana a los 2,5 millones.
Entre 1961 y el final del servicio de la línea 405 de ITV en 1985, la antena de Black Hill tenía la mayor potencia radiada efectiva de cualquier transmisor de la red de ITV, con 475 kW radiados hacia Dundee.
En el verano de 2008, se iniciaron las obras de construcción de un segundo mástil de 306,6 m cerca del original. Este mástil transporta los nuevos servicios de televisión digital (TDT) de plena potencia desde que la conversión digital se hizo efectiva en Black Hill en junio de 2011. El mástil original se reducirá en altura y radiará únicamente los servicios de FM y DAB.
En junio de 2011, Black Hill se convirtió en el último transmisor de Escocia en apagar la televisión analógica. BBC Two Scotland se apagó primero, el 8 de junio, y las cuatro restantes cerraron el 22 de junio.